# A Breaking Bad – Totál szívás epizódjainak listája
Ezen az oldalon a Totál szívás című amerikai televíziós sorozat epizódjainak listája található.
A sorozat magyarul kétszer kapott epizódcímeket: a szinkronos változatban mindegyik rész előtt bemondják, és a legtöbbször nem az eredeti angol cím fordításai. Előfordulnak ismétlődő címek is, például "Leszámolás" címmel három különböző epizódot is elláttak. Amikor a magyar változat felkerült a Netflixre, ott egyes epizódokat az angol eredetihez közelebb álló címmel látták el. Jelen epizódismertetőben ahol mindkét cím szerepel, elsőként a Netflix-magyarítás címe, utána pedig zárójelben a szinkronos cím olvasható.

## Évados áttekintés
| Évad | Évad | Epizódok | Epizódok            | Eredeti bemutató     | Eredeti bemutató    | DVD megjelenés ideje | DVD megjelenés ideje | DVD megjelenés ideje |
| Évad | Évad | Epizódok | Epizódok            | Évadpremier          | Évadfinálé          | 1. régió             | 2. régió             | 4. régió             |
| ---- | ---- | -------- | ------------------- | -------------------- | ------------------- | -------------------- | -------------------- | -------------------- |
|      | 1    | 7        | 7                   | 2008. január 20.     | 2008. március 9.    | 2009. február 24.    | 2009. december 14.   | 2009. július 8.      |
|      | 2    | 13       | 13                  | 2009. március 8.     | 2009. május 31.     | 2010. március 16.    | 2010. július 26.     | 2010. február 8.     |
|      | 3    | 13       | 13                  | 2010. március 21.    | 2010. június 13.    | 2011. június 7.      | 2011. május 19.      | 2010. november 24.   |
|      | 4    | 13       | 13                  | 2011. július 17.     | 2011. október 9.    | 2012. június 5.      | 2012. március 22.    | 2012. március 28.    |
|      | 5    | 16       | 8                   | 2012. július 15.     | 2012. szeptember 2. | 2013. június 4.      | 2013. június 3.      | 2013. június 6.      |
| 8    | 5    | 16       | 2013. augusztus 11. | 2013. szeptember 29. | 2013. november 26.  | 2013. november 25.   | 2013. november 28.   |                      |

## Első évad (2008)
| Sor. | Év. | Cím                                                                    | Rendező        | Író            | Premier                             | Nézettség  |
| --- | --- | ---------------------------------------------------------------------- | -------------- | -------------- | ----------------------------------- | ---------- |
| 1. | 1.  | Bevezető (A lúzer) (Pilot)                                             | Vince Gilligan | Vince Gilligan | 2008. január 20. 2011. február 1.   | 1.4 millió |
| Walter White, a kapuzárási pánikkal küzdő középiskolai kémiatanár az 50. születésnapján megtudja, hogy gyógyíthatatlan tüdőrákja van. A hírt eltitkolja családja, a terhes Skyler, és fia, Walt Jr. elől, mert még nem áll készen erre. Sógorát, a drogelhárításnál dolgozó Hanket elkíséri egy rajtaütésre, ahol véletlenül találkozik egykori tanítványával, a piti kis droggyártó Jesse Pinkmannel. Egy hirtelen ötlettől vezérelve úgy dönt, hogy felkéri Jesse-t, legyen a társa, és készítsenek közösen metamfetamint, az eladásból származó pénzből pedig tudna mit hagynia a családjára. Egy lakóautóban készítik el a rendkívül jó minőségű első adagot a sivatagban, de az első eladás balul sül el, amikor Jesse haverja, Emilio, és a díler Krazy-8 rájuk támad, rendőrspiclinek gondolva őket. Walter, hogy megszabaduljon tőlük, mérgező foszfingázzal teszi őket ártalmatlanná.                  |     |                                                                        |                |                |                                     |            |
| 2. | 2.  | A macska a zsákban (Minden kezdet nehéz) (Cat's in the Bag…)           | Adam Bernstein | Vince Gilligan | 2008. január 27. 2011. február 8.   | -          |
| Walter és Jesse megpróbálják eltüntetni a balul sikerült akció hozadékát: a két holttestet. Egyikük, Krazy-8 azonban még mindig életben van. Megpróbál elmenekülni, de még az utcán begyűjtik és leláncolják Jesse házának pincéjében. Pénzfeldobással döntenek, s eszerint Jesse-nek kell eszközt találnia ahhoz, hogy a holttestet feloldják savban, Walternek pedig meg kell ölnie Krazy-8-at. Walter képtelen embert ölni, Jesse pedig ostobaságból a saját fürdőkádban oldja fel a holttestet, amitől az átlyukad. Walter felesége, Skyler időközben elkezd gyanakodni férje furcsa viselkedése miatt. Miután Jesse az otthoni telefonon hívja fel őt, Walter azt hazudja nejének, hogy marihuánát vásárolt tőle. Skyler felkeresi Jesset és megfenyegeti, hogy feljelenti, ha még egyszer füvet ad el a férjének. Közben két gyerek a sivatagban megtalálja a drogkészítés közben használt gázmaszkokat.  |     |                                                                        |                |                |                                     |            |
| 3. | 3.  | A zsák pedig a folyóban (A felfedezés) (…And the Bag's in the River)   | Adam Bernstein | Vince Gilligan | 2008. február 10. 2011. február 10. | -          |
| Walter nem tudja eldönteni, hogy megölje-e Krazy-8-at vagy sem. Marie, Hank felesége tévedésből azt hiszi, hogy Walter fia, Walter Jr. füvezik, ezért Hank megpróbálja elrettenteni őt. Walter szendvicset visz a pincébe Krazy-8-nak, de rosszul lesz, elesik, és darabokra töri a tányért. Hoz neki egy másikat és elbeszélgetnek. A beszélgetés hatására úgy dönt, hogy szabadon engedi a férfit, de döbbenten veszi észre, hogy Krazy-8 eltette a törött tányér egy darabját, hogy rátámadjon vele, amikor szabadon engedi. Végül önvédelemből kénytelen lesz megfojtani őt a kerékpárlakattal. Walter otthon azt hazudja, hogy túlórázni volt a kocsimosóban, ahol mellékállásban dolgozott, de Skyler már tudja, hogy hetekkel korábban felmondott. Walternek nincs más választása, el kell mondania, hogy rákos.                                                                                         |     |                                                                        |                |                |                                     |            |
| 4. | 4.  | A rák dilemmája (A drogbáró) (Cancer Man)                              | Jim McKay      | Vince Gilligan | 2008. február 17. 2011. február 22. | -          |
| Hank elkezd nyomozni egy titokzatos új díler után, akiről nem tudja, hogy igazából Walter. A férfi közben felfedi a családjának, hogy rákos. Hank megnyugtatja, hogy vigyázni fog a családjára. Walt Jr.-t frusztrálja, hogy az apja eközben úgy viselkedik, mintha semmi sem történt volna. Jesse teljesen bepánikol attól, hogy el fogják kapni, ezért menekülőre fogja. Meglátogatja a szülői házát, ahol az anyja és az apja drogos múltja miatt nem fogadják szívesen. Rájön, hogy öccse füvet szív, és ezt a testvére védelmében magára vállalja, de ezért mennie kell a házból. Megpróbálja Waltert meggyőzni, hogy készítsenek még drogot, de elzavarja őt. Közben az orvosok azt mondják, hogy a rákja valószínűleg gyógyítható - a gond csak az, hogy a kezelésre egész biztos nincs pénzük. |     |                                                                        |                |                |                                     |            |
| 5. | 5.  | Szürkeállomány (Büszkeség) (Gray Matter)                               | Tricia Brock   | Patty Lin      | 2008. február 24. 2011. március 1.  | -          |
| Jesse kétségbeesetten próbál állást találni. Walter és Skyler meglátogatják Walter régi barátait és üzlettársait, Schwartzékat, egy születésnapi buli keretén belül. Elliott állást ajánl neki, amit Walter visszautasít, miután rájön, hogy a férfi tud a rákjáról, és ezt csak Skyler mondhatta el neki. Emellett a pénzt könyöradománynak tekinti, különösen azok után, hogy a cég felfuttatásában igen nagy szerepe volt. Jesse egyedül próbál metamfetamint készíteni a haverjával, Badgerrel, de sosem sikerül olyan tisztára, mint szeretné. Walter Jr.-t rajtakapják, hogy sört akar szerezni egy boltból. Waltert rá akarja beszélni a családja, hogy vesse magát alá kemoterápiás kezelésnek, amit ő eleinte nem akar, de később mégis beleegyezik. Schwartzék ismét felajánlják neki a gyógykezelés költségeit, de ő elutasítja, és inkább Jesse-t keresi fel, hogy készítsenek ismét metamfetamint. |     |                                                                        |                |                |                                     |            |
| 6. | 6.  | Sok hűhó a nagy semmiért (Segíts magadon!) (Crazy Handful of Nothin)   | Bronwen Hughes | George Mastras | 2008. március 2. 2011. március 8.   | -          |
| Elindul az üzlet: Walter készíti az anyagot, Jesse pedig teríti az árut. Eközben ő is rájön, hogy a férfi rákos. Hank megtalálja a gázálarcot, amiből rájön, hogy Walter iskolájából hozták el, és elkezd nyomozni. Végül az iskolai takarítóra terelődik a gyanú és őt rúgják ki. Walter haja elkezd hullani a kemoterápiától, ezért úgy határoz, hogy lenyírja a maradékot. Mivel csak 2600 dollárt sikerül szerezniük az áru terítésével, Jesse-nek fel kell keresnie a Krazy-8 helyére lépett dílert, Tuco Salamancát, aki nagyobb összegért fel tudná vásárolni azt. Tuco azonban nem fizet semmit, elveszi az anyagot, Jesse-t pedig alaposan elveri. Kórházba kerül, ezért Walter dönt, hogy a kezébe veszi a dolgokat. Személyesen megy el Tucóhoz, ahol Heisenberg néven mutatkozik be, és higany-fulminát robbantással éri el, hogy fizessen neki, és vásároljon még tőlük.                           |     |                                                                        |                |                |                                     |            |
| 7. | 7.  | Csak semmi erőszak (Ha egy üzlet beindul) (A No-Rough-Stuff-Type Deal) | Tim Hunter     | Peter Gould    | 2008. március 9. 2011. március 22.  | 1.5 millió |
| Walter és Jesse nagy gondban vannak, mert a megállapodás miatt egy héten belül két kiló metamfetamint kell előállítaniuk. Skyler babaváró buliján Marie egy értékes diadémot ajándékoz, csakhamar kiderül azonban, hogy az ékszer lopott, és hogy Marie kleptomániás. Marie azonban határozottan tagadja az elkövetést, ami törést okoz kettejük kapcsolatában. Walter és Jesse betörnek termit felhasználásával egy raktárba, hogy metil-amint szerezzenek a kotyvasztáshoz, amitől különös, kék színű szert állítanak elő, de sokkal többet, mint a hagyományos módon. Sikeresen leszállítják az anyagot Tucónak, aki a szemük láttára agyonveri az egyik emberét, csak azért, mert az neki nem tetszőt mondott. |     |                                                                        |                |                |                                     |            |

## Második évad (2009)
| Sor. | Év. | Cím                                                       | Rendező           | Író                          | Premier                                | Nézettség   |
| --- | --- | --------------------------------------------------------- | ----------------- | ---------------------------- | -------------------------------------- | ----------- |
| 8. | 1.  | Hétszázharminchét (A díler bosszúja) (Seven Thirty-Seven) | Bryan Cranston    | J. Roberts                   | 2009. március 8. 2012. május 31.       | 1,66 millió |
| Az epizód elején egy fekete-fehér bejátszás látható. Először egy vízben lebegő műszemet láthatunk, majd ahogy az elúszik a csatornában, egy rózsaszín plüssmackót, aminek hiányzik az egyik szeme. Jesse és Walter megrettennek Tuco erőszakos módszereitől, ráadásul úgy tapasztalják, hogy egy különös fekete autó jár a nyomukban. Úgy határoznak, hogy végezni kell a dílerrel, Jesse pisztolyt használna, Walter pedig ricinnel mérgezné meg. Hank elkezd nyomozni a raktár kifosztása miatt, és egy fényképpel a frászt hozza Walterékre, akik azt hiszik, hogy velük is végezni akarnak a rosszfiúk. Miközben Skyler egyre gyanakvóbb, Tuco elrabolja Waltert és Jesse-t. |     |                                                           |                   |                              |                                        |             |
| 9. | 2.  | Ropogósra sülve (Halálos lövés) (Grilled)                 | Charles Haid      | George Mastras               | 2009. március 15. 2012. június 7.      | -           |
| Tuco egy sivatagi kalyibába viszi Waltert és Jesse-t, ahol a tolószékhez kötött egykori drogbáró nagybátyja, Hector Salamanca él, aki csak csengő segítségével tud kommunikálni. Mint kiderül, Hank lecsukatta Tuco bandáját, és Tuco azt hiszi, hogy a sógóra dobta fel őt. Mivel Walter és Jesse még mindig félnek tőle, hogy szemtanúként veszélyben az életük, sikertelenül próbálják megmérgezni a dílert a ricinnel kevert anyaggal, amiről a bácsikája is tudomást szerez. Közben az aggódó család mindenütt keresteti Waltert, Hank pedig a saját kezébe veszi az ügyet. Visszaemlékszik, hogy Jesse adta el a füvet Walternek, és ezen a nyomon kezd el nyomozni. Közben Tuco rájön, hogy valamire készülnek ellene, és ezért végezni akar túszaival, de sikeresen ártalmatlanná teszik, a váratlanul megérkező Hank pedig, miután Walter és Jesse elmenekültek, lelövi Tucót. |     |                                                           |                   |                              |                                        |             |
| 10. | 3.  | Bosszú a síron túlról (Hamis alibi) (Bit by a Dead Bee)   | Terry McDonough   | Peter Gould                  | 2009. március 22. 2012. június 14.     | 1,13 millió |
| Most, hogy Tuco halott, a két túsznak különböző alibit kell kitalálnia a távollétükre. Walter meztelenül sétálgat egy szupermarketben, hogy amnéziásnak és zavarodottnak tettesse magát, ami miatt kórházba kerül egy pár napra. Jesse közben hazamegy, hogy felszámolja a droglabort, és hogy alibit gyártson magának: hogy egy prostituálttal töltötte a hétvégét. A rendőrség azonban rajtaüt és beviszik, ahol Tuco nagybátyjával is szembesítik, de mivel az öreg nem hajlandó együttműködni, Jesse-t szabadon kell engedniük. Sajnos a DEA az összes pénzét lefoglalja. |     |                                                           |                   |                              |                                        |             |
| 11. | 4.  | Padlón (Lefelé a lejtőn) (Down)                           | John Dahl         | Sam Catlin                   | 2009. március 29. 2012. június 21.     | 1,29 millió |
| Az epizód elején ismét részleteket láthatunk történésekből, amik a lila plüssmackóval vannak összefüggésben. Jól láthatóan a White-lakás medencéjből szedik ki emberek, majd teszik egy bizonyítékos tasakba. Skyler gyanakvása egyre erősebb, és szemlátomást kezd elhidegülni a férjétől. Megint főzni kellene, de Walter nem hagyhatja el a házat, mert gyanúba keveredne. Közben Jesse-t a szülei kirakják a házából, mikor felfedezik a droglabort. Miután neki csak lakhatási joga volt, és a szülei voltak az igazi tulajdonosok, ezért ezt jogszerűen megtehették. Jesse kétségbeesve próbálja meghúzni magát valakinél, de mindenki elutasítja, végül mocskosan és kétségbeesetten az eladott lakóbuszában köt ki. Skyler nem hajlandó szóbaállni a férjével és nem mondja el neki ő sem, hogy hová megy és miket csinál. Jesse megjelenik Walternél és pénzt követel tőle, amit végül megkap. |     |                                                           |                   |                              |                                        |             |
| 12. | 5.  | Törés (Járulékos veszteség) (Breakage)                    | Johan Renck       | Moira Walley-Beckett         | 2009. április 5. 2012. június 28.      | 1,21 millió |
| Az epizód elején a Rio Grande folyón átúszó illegális határátlépők egy furcsa kockát találnak a vízben: Tuco Salamanca kockába öntött fogvédőjét. Walter a kezelések hatására jobban érzi magát, de több pénzre lenne szüksége. Jesse közben összeszedi magát, rendezi az adósságait, és beköltözik egy házba, aminek a fiatal Jane Margolis a főbérlője. Jesse és Walter újra elkezdenek drogot gyártani, de mivel Tuco már nincs a képben, Jesse javaslatára ők maguk kezdik el teríteni az árut. Hanket előléptetik, de ennek tudata furcsa egészségromlással jár nála. Pánikrohamai hatására fogja, és a folyóba dobja Tuco fogvédőjét, amit még a kollégáitól kapott ajándékba. Miután Jesse egyik emberétől erőszakkal elveszik az árut, Walter azt akarja, hogy keményen torolják meg a sérelmet, nehogy azt higgyék, hogy tőlük bárki elvehet bármit. |     |                                                           |                   |                              |                                        |             |
| 13. | 6.  | Kukucs (Harag) (Peekaboo)                                 | Peter Medak       | Vince Gilligan és J. Roberts | 2009. április 12. 2012. szeptember 6.  | 1,41 millió |
| Jesse elhatározza, hogy erővel szerzi vissza az ellopott árut a drogos pártól. Az akció nehezebben megy, mint gondolta: a házban csak egy kisgyereket talál, a szülei pedig kábítószer hatása alatt vannak. A férfi a követelésére elárulja neki, hogy nemrég elloptak egy ATM-et, ha sikerül abból kivenniük a pénzt, ki tudnák fizetni az árut. Azonban leütik és elveszik a pisztolyát, majd saját maguk kezdik el szétfeszegetni az ATM-et. A nő véletlenül megöli a párját, mikor az ribancnak nevezi: rátaszítja a szerkezetet. Jesse visszaszerzi a maradék kábítószert, magához veszi a kinyíló ATM-ből a pénzt, majd kihívja a rendőrséget és kereket old. Közben Walter újra tanítani kezd, de pánikba esik, amikor kiderül, hogy összedőlhet az alibije arról, hogy honnan szerezte a kezeléseire a pénzt: Skyler megköszöni Gretchen Schwartz-nak a támogatást. Gretchen ugyan nem leplezi le Waltert, de Walter minden keserűségét a nyakába zúdítja és vérig sérti a nőt. |     |                                                           |                   |                              |                                        |             |
| 14. | 7.  | Fekete-kék (Akció Mexikóban) (Negro y Azul)               | Felix Alcala      | John Shiban                  | 2009. április 19. 2012. szeptember 13. | -           |
| Az epizód a Los Cuates de Sinaloa együttes dalával indul, akik arról énekelnek, hogy Heisenberg hogyan uralja le a kék metamfetaminnal a piacot, a kartell rovására. Jesse a legutóbbi akció hatására úgy érzi, hogy inkább kiszáll. Walter azonban meggyőzi, hogy az utcán elterjedt a híre annak, hogy hidegvérrel gyilkolt, és erre a félelemre építve érdemes lehet tovább terjeszkedni.Közben Igyekszik összebarátkozni Jane-nel, akinek álnéven mutatkozott be korábban, de egy motoros leleplezi. Jane végül azt mondja, hogy nem érdekli, mit csinál, amíg nem a házban. Később kézenfogva ülnek a tévé előtt, ahogy próbálják behangolni. Skyler elhatározza, hogy munkát keres, és el is helyezkedik a korábbi munkaadójánál, Ted Benekenél. Hank mindezalatt nehezen illeszkedik be El Pasóban, főleg mert a többiekkel ellentétben egyáltalán nem tud spanyolul, és ezért kinézik őt. Csak súlyosbítja a helyzetét, amikor a DEA egyik beépített informátora, Tortuga követeléseinek felsorolása közben elveszíti a türelmét. Pár nappal később a kartell a lefejezett Tortuga fejét küldi a DEA-nek egy teknős hátán, amit aztán felrobbantanak. Mivel Hank undorodott a látványtól, elrohant, és ez végül megmentette az életét, a társaival ellentétben. |     |                                                           |                   |                              |                                        |             |
| 15. | 8.  | Ha gond van, hívd Sault (A megmentő) (Better Call Saul)   | Terry McDonough   | Peter Gould                  | 2009. április 26. 2012. szeptember 20. | 1,04 millió |
| Jesse egyik dílerét, Badgert elkapják az álruhás rendőrök. A DEA is ki akarja faggatni, hogy megtudják, kicsoda az a titokzatos Heisenberg. Egy furcsa ügyvéd, Saul Goodman jelenik meg a rendőrségen, aki némi nyomás hatására elvállalja, hogy kedvező vádalkuval kihozza őt a börtönből anélkül, hogy felfedné Walter és Jesse identitását. Ez rengeteg pénzbe kerül, amit Walteréknek kell állniuk, de végül bombabiztos alibit kapnak. Saul azonban kinyomozza Walter identitását, és felajánlja, hogy megfelelő állandó javadalmazásért segít a pénz tisztára mosásában és jogi védelmet is biztosít. Hank visszakerül a rendőrségre, ahol megpróbál úrrá lenni a poszttraumás stresszén. Közben Jesse szorosabbra fűzi kapcsolatát Jane Margolisszal, akiről megtudja, hogy drogfüggő volt. |     |                                                           |                   |                              |                                        |             |
| 16. | 9.  | Még négy nap (Négy nap a vadonban) (4 Days Out)           | Michelle MacLaren | Sam Catlin                   | 2009. május 3. 2012. szeptember 27.    | -           |
| Walter állapota rohamosan romlik. Attól tartva, hogy nem lesz mit hagynia a családjára, Saulhoz fordul tanácsért, aki azt ajánlja, hogy ha pénzt akar látni, még jobban fel kell pörgetni az üzletet. Azzal a kifogással, hogy az anyjához utazik látogatóba, Walter a sivatagba megy Jessie-vel metamfetamint főzni. Jesse azonban véletlenül lemeríti a lakóbusz akkumulátorát, és így a sivatagban rekednek étlen-szomjan. Csak Walter tudása menti meg őket. Hamarosan az is kiderül számára, hogy a rákja visszahúzódott, és az, amit ő súlyos tünetnek hitt, igazából a kezelés mellékhatása. |     |                                                           |                   |                              |                                        |             |
| 17. | 10. | Vége (Robbanáspont) (Over)                                | Phil Abraham      | Moira Walley-Beckett         | 2009. május 10. 2012. október 4.       | -           |
| Az epizód elején újabb részleteket láthatunk a korábban már látott történésekből: a plüssmackó bezsákolása után mentőcsapatok takarítják a White-lakást. Látható, hogy Walter autójának szélvédője összetört, és az is, hogy a mentőcsapatok holttesteket zsákolnak be. Walter állapotának javulása miatt egy bulit rendeznek, ahol azonban részegen összekülönböznek Hankkel Walter Jr. miatt. Másnap kétségbeesetten próbál mindenkitől bocsánatot kérni, aztán pótcselekvésként hamar beletemetkezik a házfelújítási munkákba. Közben Jesse és Jane lassan kialakuló kapcsolatát beárnyékolja, amikor Jane letagadja kettejük kapcsolatát az apja előtt. Az epizód végén Walter a barkácsáruházban újabb dolgokat vesz, amikor meglátja, hogy pár fiatal drogfőzéshez szed össze hozzávalókat. Először tanácsokat ad, majd felszólítja őket, hogy tűnjenek el a területéről. |     |                                                           |                   |                              |                                        |             |
| 18. | 11. | Mandala (Az új kapcsolat) (Mandala)                       | Adam Bernstein    | George Mastras               | 2009. május 17. 2012. október 11.      | -           |
| Drogárusítás közben lelövik Combót, Jesse barátját, és a két rivális díler egy kisgyereket használ fel erre a célra. Badger és Pete ettől besokallnak és közlik, hogy kiszállnak a terjesztésből. Saul szerint rettenetesen rosszul árulják a drogot, ezért elhatározza, hogy segít nekik találni egy kompetens terjesztőt egy ismerősén keresztül. Összehozza Waltert egy Gus Fring nevű fickóval (civilben a Los Pollos Hermanos csirkegyorsétterem menedzsere), aki felvásárolná a metamfetamint, de aggódik Jesse függősége miatt, aki a gyásza és Jane hatására elkezd heroinozni. Skyler rájön, hogy a főnöke, Ted meglopja a céget, de korábbi kapcsolatukra tekintettel nem akarja feldobni őt. Walter egy nagy szállítmány átvételére kap megbízást, amit egy órán belül le kell szállítania. Csak saját magára számíthat, ráadásul a szülés is beindul Skylernél. |     |                                                           |                   |                              |                                        |             |
| 19. | 12. | Főnix (A fuldokló) (Phoenix)                              | Colin Bucksey     | John Shiban                  | 2009. május 24. 2012. október 18.      | -           |
| Walter időben leszállítja a metamfetamint, de lekési a lánya születését. Jesse részesedést követel a pénzből, de Walter addig nem hajlandó fizetni neki, ameddig be nem bizonyítja, hogy leállt a drogokkal. Jane apja is rájön a fiatalok függőségére, és egy napi haladékot ad neki, mielőtt elvonóra küldené. Walter Jr. egy adománygyűjtő weboldalt indít az apja megsegítésére, amit Saul kihasznál, mint pénzmosási lehetőséget. Jane rájön, hogy Walter mit csinált Jesse-vel, és megzsarolja a férfit, aki ennek hatására kénytelen engedni. Miután viszont véletlenül találkozik a lány apjával egy bárban, és elbeszélgetnek, meggondolja magát. Visszamegy a lakásba, ahol rátalál az eszméletlen Jesse-re és Jane-re, és míg Jesse-t megpróbálja magához téríteni, a lányt hagyja megfulladni a saját hányásában. |     |                                                           |                   |                              |                                        |             |
| 20. | 13. | Albuquerque (A vég kezdete) (ABQ)                         | Adam Bernstein    | Vince Gilligan               | 2009. május 31. 2012. október 25.      | -           |
| Az epizód előtt a részek óta látott eseménysor kulminálódik: különleges mentőegységek gyűjtik össze a ház udvarán talált törmelékeket, beleértve egy lila plüssmacit, ami White-ék medencéjébe esett. Miközben láthatóan halottakat zsákolnak be, a kamera távolodni kezd, és egy légikatasztrófa jelei rajzolódnak ki az égbolton. Jesse felébred és meglátja az ágyban a halott Jane-t. Felhívja Waltert, aki Saul segítségével oldja meg az ügyet: az ügyvéd kiküldi egy "takarítóját", Mike-ot, aki eltünteti a bűncselekmény látszatának nyomait. Mivel a lány halálát a saját hibájának érzi, Jesse apátiába esik, de Walter idejében elvonóra viszi. Az adományból befolyó pénzek felkeltik a média figyelmét is. A műtét elvégzése közben altatásban Walter véletlenül elszólja magát a második telefonról, ami alapján Skyler rájön a férfi legtöbb titkára, s így úgy határoz, hogy elhagyja őt. Jane apja, lánya halála miatt teljesen összeomlik, s figyelmetlenségéből légikatasztrófát idéz elő, ami miatt a White-házat és az egész várost ellepik a felrobbant repülőkről származó maradványok. |     |                                                           |                   |                              |                                        |             |

## Harmadik évad (2010)
| Sor. | Év. | Cím                                 | Rendező           | Író                                | Premier                            | Nézettség   |
| --- | --- | ----------------------------------- | ----------------- | ---------------------------------- | ---------------------------------- | ----------- |
| 21. | 1.  | A felbomlott család (No Mas)        | Bryan Cranston    | Vince Gilligan                     | 2010. március 21. 2013. január 3.  | 1,95 millió |
| Mexikóból egy különös ikerpár, akik szemmel láthatólag a kartell emberei, Walter megrajzolt portréját helyezik el Santa Muerte, a halál védőszentjének oltárán, majd inkognitóban átlépik a határt. Miközben a városban mindenki a repülőgép-katasztrófa miatt gyászol, a White családban sincs minden rendben. Skyler egy hétvégét adott Walternek, hogy pakoljon össze és költözzön el. Egy válóperes ügyvédet is felkeres, aki elmondja neki, hogy ilyenkor titkos, rejtegetett pénzek is előkerülhetnek. Emiatt kissé megretten, de szándékától nem tágít akkor sem, amikor megtudja, honnan is volt igazából a pénz - noha azt ígéri, nem árulja el senkinek. Jesse egy elvonóterápiás csoportban dolgozza fel az elmúlt hónapok eseményeit, és végül gyógyultan távozik. Walter úgy dönt, hogy egyszer és mindenkorra kiszáll a drogbizniszből, hiába ajánl fel neki Gus hárommillió dollárt egy szállítmányért. |     |                                     |                   |                                    |                                    |             |
| 22. | 2.  | Névtelen lovas (Caballo sin Nombre) | Adam Bernstein    | Peter Gould                        | 2010. március 28. 2013. január 10. | 1,55 millió |
| Walter összetűzésbe keveredik egy rendőrrel a törött szélvédője miatt, amiből Hank menti ki. Skyler továbbra is azt akarja, hogy tűnjön el az életükből, de Walter Jr. ezt nem akarja, és nem érti, miért ilyen ellenséges az anyja az apjával. Közben Saul Goodman igyekszik elérni, hogy Walter újra drogot gyártson. A titokzatos testvérpár, akik Tuco unokatestvérei, felkeresik Hector Salamancát egy idősek otthonában, ahol elárulja nekik, hogy Walter White-ot kell keresniük. A két férfi oda is megy, hogy végezzenek Walterrel, aki titokban visszaszökött a régi házába, de egy Gustól kapott váratlan üzenet miatt továbbállnak. Jesse megpróbál kibékülni a szüleivel, sikertelenül. Ravasz húzással megveszi a régi házát, amit éppen el akarnak adni. |     |                                     |                   |                                    |                                    |             |
| 23. | 3.  | Érdekütközés (I.F.T.)               | Michelle MacLaren | George Mastras                     | 2010. április 4. 2013. január 17.  | 1,33 millió |
| Visszaemlékezésben láthatjuk, ahogy Tortuga árulását leleplezi Juan Bolsa, a kartell összekötő embere, és aki a Salamanca-ikrekkel lefejezteti őt. Walter visszaköltözik a házba, és Skyler hiába próbálja meg eltávolíttatni, erre semmilyen törvényes jogalapja nincs. A kábítószer-előállítást csak a válóperes ügyvédjének fedi fel, aki azt javasolja, hogy azonnal adja fel őt. Walter felajánlja az összes pénzt, amit eddig keresett a családja érdekében, de Skyler ahelyett, hogy elfogadná, inkább lefekszik Teddel. Jesse még mindig nem tette magát teljesen túl Jane halálán, miközben Saul továbbra is arra akarja rávenni, hogy folytassák a metamfetamin előállítását. Gus a mexikói drogkartell tagjaival (köztük Hector Salamancával és Tuco két testvérével) tárgyal: a kartell holtan akarja látni Waltert, ugyanakkor Gus azt kéri, hogy legalább addig kíméljék meg az életét, míg ő nyélbe üti vele a nagy üzletet. Hanket újra El Pasóba helyeznék, de bepánikol, és ennek hatására kiprovokál egy kocsmai verekedést.                                                                                          |     |                                     |                   |                                    |                                    |             |
| 24. | 4.  | Zöld út (Green Light)               | Scott Winant      | Sam Catlin                         | 2010. április 11. 2013. január 24. | 1,46 millió |
| Jesse kék metamfetaminnal fizet egy benzinkúton a boltos lánynak, mert nincs pénze. Közben Walter össze akar verekedni Teddel, de kidobják, amikor odamegy a munkahelyére. Saul továbbra is próbálja rávenni, hogy szálljon be újra az üzletbe, de még mindig nemet mond és össze is verekednek, aminek következtében Saul leállítja a pénzmosást. Ráadásul az állásából is felfüggesztik, amikor egy hirtelen ötlettől fogva megpróbálja elcsábítani az igazgatónőt. Közben Jesse sikeresen állít elő egymaga is kék metamfetamint, és újra üzletelni szeretni Walterrel, aki dühösen utasítja el, hogy a receptjét mások használják. Gus felvásárolja az anyagot, remélve, hogy Walter büszkesége ettől feléled és ő is visszatér. Ezért Jesse csak a felét kapja meg a pénzének, a másikat pedig Walter. Hank továbbra is fél az áthelyezéstől, ezért kapóra jön neki a kék metamfetamin újabb felbukkanása. Nyomozni kezd, és rájön, hogy a lakóbusz lehet a megoldás kulcsa. |     |                                     |                   |                                    |                                    |             |
| 25. | 5.  | Reaktiválva (Más)                   | Johan Renck       | Moira Walley-Beckett               | 2010. április 18. 2013. január 31. | 1,61 millió |
| Visszaemlékezésben láthatjuk, amint Walter a megtakarításait odaadja Jessenek, hogy vegyen belőle egy lakóbuszt, amiben drogot tudnak gyártani. Ám Jesse elmulatja a pénzt, és végül csak 1400 dollárja marad. A bajból Combo segíti ki, aki ezért a pénzért "eladja" neki az anyja lakóbuszát. Gus egy hipermodern és biztonságos labort ajánl fel Walternek, ahol készítheti az áruját, plusz hárommillió dollárt háromhavi munkáért, de Walter még így is nemet mond. Amikor aztán Saul irodájában találkoznak, hogy az ügyvéd kibékítse őket, Walter visszaadja Jesse pénzének felét és közli, hogy mégis drogot fog gyártani. Skyler kezdi átgondolni a dolgokat, és beismeri magának is, hogy csak azért csalja meg a férjét, hogy valahogy elüldözze a házból. Otthon aztán megtalálja az aláírt közös megegyezéses válási papírokat. Marie aggódik Hank viselkedése miatt, aki közben új nyomra lel: a lakóautót az azóta lelőtt Combo szerezte valakinek... |     |                                     |                   |                                    |                                    |             |
| 26. | 6.  | Új célpont (Sunset)                 | John Shiban       | John Shiban                        | 2010. április 25. 2013. február 7. | 1,64 millió |
| Walter beköltözik az új lakásába, és lassan kezdi elfogadni a helyzetet, és belemenne a válásba, de ehhez előbb beszélnie kell a fiával is. A laborban új asszisztenst kap a különc Gale személyében. Hank közben felderíti, hogy Jesse Pinkman használja a lakóbuszt, és le akarja buktatni, Walter megpróbálja megakadályozni, hogy minden kiderüljön, ezért a buszt Old Joe roncstelepére vitetni megsemmisíteni. Mikor ezt Jesse megtudja, utánamegy, és tudtán kívül magával csalja Hanket is. Walter és Jesse a lakóbuszban ragadnak, ahová Hank nem tud bejutni, Saul pedig egy hamis telefonhívással - azt hazudja, hogy Marie-nak balesete volt - elcsalja őt a közelükből. Miután a Salamanca fivérek továbbra is ölni akarnak, Gus beszél velük, és elmondja nekik, hogy Tucót igazából Hank ölte meg. |     |                                     |                   |                                    |                                    |             |
| 27. | 7.  | Orvtámadás (One Minute)             | Michelle MacLaren | Thomas Schnauz                     | 2010. május 2. 2013. február 14.   | 1,52 millió |
| Visszaemlékezésben láthatjuk, ahogy Hector Salamanca kegyetlen módszerrel tanítja meg unokaöccseinek: Leonelnek, Marcónak és Tucónak a család fontosságát. A jelenet végén Leonel és Marco új képet tesznek Santa Muerte oltárára: Hankét. Miután Hank rájön, hogy átverték, kis híján agyonveri Jesse-t, aki a kórházból perrel fenyegetőzik és azzal, hogy ha elkapják a drogügyek miatt, feladja a rendőröknek Heisenberget. Skyler megpróbálja elérni Walternél, hogy beszélje le arról Jesset, hogy vádat emeltessen. Jesse először teljesen kiborul és közli, hogy Walter teljesen tönkretette az életét, ám amikor ötven százalékos részesedést és egyenrangú partnerséget kínál neki, mellékesen megemlítve, hogy első osztályú anyagot gyártott, végül belemegy mindenbe. Hank mindent őszintén bevall a rendőrségen, ami miatt felfüggesztik. Egy ismeretlen telefonhívó arra figyelmezteti Hanket, hogy hamarosan megtámadják, majd nem sokkal később a Salamanca fivérek akcióba lépnek. Hank súlyosan megsérül, de végezni tud egyikükkel,másikukat pedig súlyosan megsebesíti.                                             |     |                                     |                   |                                    |                                    |             |
| 28. | 8.  | Láttalak (I See You)                | Colin Bucksey     | Gennifer Hutchison                 | 2010. május 9. 2013. február 21.   | 1,78 millió |
| Jesset kiengedik a kórházból, Hanket pedig épp ekkor szállítják be súlyos sérülésekkel. Egyik támadója túlélte ugyan az akciót, de a kórházban, hála Mike-nak, végül meghal. Marie teljesen kiborul, és a rendőrséget hibáztatja (amiért elvették Hank fegyverét) és Waltert (amiért miatta merült fel Jesse neve). Walter megnyugtatja őt, és a kórházban segíti átlendítenie családját a mélyponton. Közben annyi ideje még van, hogy kirúgja Gale-t és felvegye helyette Jesse-t. A gyártás a kórház miatt szünetel, ezért aztán Jesse halálra unja magát. Walter mismásol, amikor Gus kérdőre vonja, hogy miért nem folyik a termelés, aztán meglepődik, hogy az megjelenik a kórházban, segítségét kifejezve. Ekkor derül ki számára, hogy Gus régóta tudta, hogy Hank a sógora. Miután a Salamanca-ikrek halottak, Gus kihasználja a lehetőséget, és a mexikói drogelhárításnak feldobja a kartell őt felügyelő emberét, Juan Bolsát, akik végeznek vele. |     |                                     |                   |                                    |                                    |             |
| 29. | 9.  | Kafka világa (Kafkaesque)           | Michael Slovis    | Peter Gould és George Mastras      | 2010. május 16. 2013. február 28.  | 1,61 millió |
| Beindul a termelés, Walter és Jesse pedig valamivel többet termelnek, mint az előírt 200 kilós kvóta. Jesse nem érti, miért adják csak úgy oda Gusnak, ezért elhatározza, hogy a fölös részt egyszerűen lenyúlja, és Badger meg Pete segítségével értékesíti. Walter rájön, hogy az élete veszélyben van, és egyedül Gusnak köszönheti, hogy még nem ölték meg. Hanknek gyógytornára van szüksége, hogy újra lábra állhasson, de a biztosítása csak a minimális kezelésre elég. Ezért Skyler felajánlja, hogy majd ők fizetik a kezelést, amiről azt hazudja, hogy szerencsejátékból van. Közben Gomez örömmel újságolja Hanknek, hogy igaza volt: Heisenberg visszatért, a kék metamfetamint hét államban is megtalálták. |     |                                     |                   |                                    |                                    |             |
| 30. | 10. | A légy (Fly)                        | Rian Johnson      | Sam Catlin és Moira Walley-Beckett | 2010. május 23. 2013. március 7.   | 1,20 millió |
| Walter álmatlanságtól szenved a gondok súlya alatt. Ráadásul azt gyanítja, hogy Jesse ellopja az áru egy részét, mert hiányt tapasztal. A laborban az őrületbe kergeti egy légy, amelyik berepült, és képtelen elkapni. Jesse először bolondnak nézi, de amikor megtudja, hogy már két napja nem aludt, besegít, és altatót rak a kávéjába. Miközben a légyre vadásznak, Walter őszintén kezd el beszélni élete dolgairól, és arról, hogy nagyon sajnálja Jane halálát. Jesse éppen ekkor esett melankolikus hangulatba, mert a kocsija hamutartójában megtalálta Jane utolsó cigarettacsikkjét. Sikeresen elkapják a legyet, ám ekkor Walter elalszik, így Jesse főzi meg az egész adagot. Másnap reggel, már a laboron kívül Walter elmondja Jessenek, hogy azt gyanítja, hogy lop, de nagyon vigyázzon, mert ha elkapják, nem tud neki segíteni. |     |                                     |                   |                                    |                                    |             |
| 31. | 11. | Az örvény szélén (Abiquiu)          | Michelle MacLaren | John Shiban és Thomas Schnauz      | 2010. május 30. 2013. március 14.  | 1,32 millió |
| Visszaemlékezésben láthatjuk, ahogy Jesse és Jane elmennek egy múzeumba, majd utána az autóban beszélgetnek. Skyler kifizeti Hank első kezelésének költségét, és mivel tudja, hogy a pénzt tisztára kell mosni, egyre mélyebben ássa bele magát Walter dolgaiba. Walter bemutatja őt Saulnak, aki egy játéktermet ajánl fel pénzmosodának, de Skyler szerint ez hihetetlen, és például azt a kocsimosót kéne inkább megvenniük, ahol korábban dolgozott. Közben Jessenek elege lesz, hogy a haverjai kevés árut tudnak eladni, ezért önmaga lép akcióba a terápiás csoportban. Megismerkedik egy nővel, Andreával, akivel közelebbi kapcsolatba kerül, ám nem hajlandó neki drogot eladni, amikor megtudja, hogy van egy hat éves kisfia, Brock. Hanket feldühíti, hogy Marie haza akarja vinni őt a kórházból. Gus vacsorára hívja Waltert, ahol vészjósló tanácsot kap tőle. Jesse megtudja, hogy Andreának van egy öccse, Tomás, akit a helyi dílerek dolgoztatnak, és a kissrác lőtte le Combót is, az ő utasításukra. Ha ez nem lenne elég, még azt is megtudja, hogy ugyanazt a kék metamfetamint árulják, mint amit ők gyártanak. |     |                                     |                   |                                    |                                    |             |
| 32. | 12. | Leszámolás (Half Measures)          | Adam Bernstein    | Sam Catlin és Peter Gould          | 2010. június 6. 2013. március 21.  | 1,19 millió |
| Jesse bosszúra készül, és meg akarja öletni a két dílert, kezdetben Wendy, a prostituált segítségével. Be akarja vonni Waltert is, aki viszont határozottan nemet mond, sőt elmondja Gusnak, hogy Jesse mire készül. Gus megkísérli elsimítani az ügyet. Jesse követeli, hogy gyereket soha többé ne használjanak fel, csakis ekkor hajlandó megbékélni. A dílerek ezt úgy oldják meg, hogy megölik a srácot. Hank már elhagyhatná a kórházat, de mégsem akarja, ezért Marie kis trükkel veszi rá erre. Jesse meg akarja torolni a kissrác halálát, ezért összetűzésbe kerül a két dílerrel, akik le akarják lőni őt. Walter az utolsó pillanatban érkezik, elgázolja a dílereket, az egyiket lelövi, majd futásra biztatja Jesset. |     |                                     |                   |                                    |                                    |             |
| 33. | 13. | Az út vége (Full Measure)           | Vince Gilligan    | Vince Gilligan                     | 2010. június 13. 2013. március 28. | 1,56 millió |
| Az epizód elején egy visszaemlékezésben láthatjuk, ahogy 1992-ben Walter és Skyler megveszik a házukat. Gus közli Walterrel, hogy elfogyott a türelme, mire Walter azt feleli, hogy a jövőbeli közös üzletek reményében felejtsék el ezt a kis közjátékot és többé ne beszéljenek Jesseről, aki szerinte már úgyis szökésben van. Gus belemegy, de csak azzal a feltétellel, hogy Gale lesz az új laborasszisztens - nem tudván, hogy Gale már ki van szemelve arra, hogy Walter halála esetén átvegye a gyártás vezetését. Saul fedez Jessenek, aki Walterrel egy elhagyatott játékteremben találkozik, miután félrevezeti Gus emberét. Walter elhatározza, hogy Gale-nek meg kell halnia, csak így maradhat életben. Victor és Mike viszont a laborba csalják és meg akarják ölni őt. Az életéért könyörögve felhívja Jesse-t, és így tudatja, hogy ismerik Gale címét. Jesse a helyszínre megy, és idegesen agyonlóvi Gale-t. |     |                                     |                   |                                    |                                    |             |

## Negyedik évad (2011)
| Sor. | Év. | Cím                                           | Rendező           | Író                                    | Premier                                 | Nézettség   |
| --- | --- | --------------------------------------------- | ----------------- | -------------------------------------- | --------------------------------------- | ----------- |
| 34. | 1.  | Életbevágó döntés (Box Cutter)                | Adam Bernstein    | Vince Gilligan                         | 2011. július 17. 2015. október 20.      | 2,58 millió |
| Miután Jesse lelőtte Gale-t, Victor visszaviszi őt Mike-hoz és Walterhez, várva, hogy Gus mit szól a gyilkossághoz. Skyler nem tudja utolérni Waltert, ezért pánikba esik, miközben Saul a saját biztonsága érdekében felfogad egy testőrt, Huellt. Hank hazakerül a kórházból, de szemlátomást hidegen hagyja a szakmája, és az ásványok iránt kezd el rajongani. A laborban Victor úgy gondolja, egyedül is elő tudja állítani a szert, nem kell semmilyen szakács. Gus megérkezik, egy papírvágó késsel elvágja Victor torkát, majd utasítja Waltert és Jesset, hogy dolgozzanak neki tovább. A páros megúszta a kivégzést - egyelőre. Miután eltüntették Victor holttestét és a nyomokat, egy étteremben reggeliznek, és Jesse közli, hogy Gus lehet, hogy nem akarta őket megölni, de helyette azt akarja elérni, hogy mindketten bárcsak a halálukat kívánnák.                     |     |                                               |                   |                                        |                                         |             |
| 35. | 2.  | Harmincnyolcas rövidcsövű (Thirty-Eight Snub) | Michelle MacLaren | George Mastras                         | 2011. július 24. 2015. október 27.      | 1,97 millió |
| Walter beszerez egy rövidcsövű pisztolyt, hogy megölhesse Gust, de Mike közli vele, hogy Gust soha többé nem fogja személyesen látni. Jesse, hogy elfelejtse az elmúlt napok történéseit, vesz egy új sztereó berendezést, és hatalmas bulit rendez a házában. Hank továbbra is belefeledkezik az ásványok világába, és durván bánik Marie-vel. Skyler megpróbálja megvenni az autómosót, ahol korábban Walter dolgozott, de Bogdan visszautasítja és tízmillió dollárt követel a felajánlott 870 ezer helyett. Walter megpróbálja meggyőzni Mike-ot, hogy segítsen neki összehozni őt Gusszal a saját érdekükben, de Mike, vagy félelemből, vagy lojalitásból, inkább leüti őt. Jesse egy borítékban pénzt ad Andreának, hogy elköltözhessenek a veszélyes környékről Brockkal, majd apatikus állapotban visszamegy az üres, szétbulizott házba és katatón állapotban a hangfal elé ül. |     |                                               |                   |                                        |                                         |             |
| 36. | 3.  | Kis trükkök (Open House)                      | David Slade       | Sam Catlin                             | 2011. július 31. 2015. november 3.      | 1,71 millió |
| Walter ideges lesz, amikor megtudja, hogy kamerákkal figyelik őket a laborban. Skyler aggódik Walter miatt, de szeretné, ha megkötnék az üzletet a kocsimosóra. A tulajdonos egy kis "meggyőzés" után meggondolja magát, és eladja a cégét, olcsóbban, mint az eredeti ajánlat. Jesse folytatja a partik rendezését, és ennek során egyre vadabb és vadabb dolgokat csinál. Marie-n újra elhatalmasodik a kleptománia, eközben Hank kapja a rendőrségtől Gale naplóját, amit a lakásán foglaltak le a rendőrök. |     |                                               |                   |                                        |                                         |             |
| 37. | 4.  | Fedősztori (Bullet Points)                    | Colin Bucksey     | Moira Walley-Beckett                   | 2011. augusztus 7. 2015. november 10.   | 1,83 millió |
| Walter és Skyler készen állnak rá, hogy elmondják Hanknek, hogy "illegális szerencsejátékból" szerzett pénzből vették a kocsimosót. Hank pedig elmondja, hogy rájött, hogy szerinte Gale készítette a kék színű metamfetamint, azaz ő lehetett Heisenberg. Jesse felelőtlen viselkedésének következtében ellopnak tőle hetvenezer dollárt. Ez feltűnik Mike-nak is, aki azt tanácsolja Gusnak, hogy tanácsos lenne tenni valamit ez ellen. |     |                                               |                   |                                        |                                         |             |
| 38. | 5.  | A testőr (Shotgun)                            | Michelle MacLaren | Thomas Schnauz                         | 2011. augusztus 14. 2015. november 17.  | 1,75 millió |
| Mike elviszi magával Jesset, Waltert pedig megnyugtatja, hogy nem lesz semmi baja. Egy pénzbehajtó körútra viszi, ahol egy megrendezett jelenetben közbe kell lépnie a saját védelmük érdekében, amitől hősnek hiszi magát. Skyler és Walter nyélbe ütik az üzletet a kocsimosó tulajdonosával, Walter pedig hivatalosan is visszaköltözhet a White-házba. Hank megosztja felfedezését Walterrel, aki elmondja neki, hogy szerinte Gale csak utánozta valaki más munkáját. Ennek hatására Hank érdeklődése megnő az ügy iránt, és felfedezi, hogy a vegán Gale-nek volt egy Los Pollos Hermanos-ból származó szalvétája. |     |                                               |                   |                                        |                                         |             |
| 39. | 6.  | Sarokba szorítva (Cornered)                   | Michael Slovis    | Gennifer Hutchison                     | 2011. augusztus 21. 2015. november 24.  | 1,67 millió |
| Miután Skyler rájön, hogy Walternek köze volt Gale halálához és a drogdílerek leszámolásához, Walter agresszív hangnemben válaszol, hogy mindent csak a család érdekében tesz, és hogy ők biztonságban lesznek. Emiatt Skyler el akar menekülni otthonról, de meggondolja magát. Walter egy vadonatúj sportautót vesz Walter Jr.-nak, Skyler pedig követeli, hogy a lebukás veszélye miatt tüntesse el. Jesse elnyeri Mike és Gus elismerését, Walter pedig úgy érzi, hogy éket akarnak verni közte és Jesse közé. |     |                                               |                   |                                        |                                         |             |
| 40. | 7.  | A problémás kutya (Problem Dog)               | Peter Gould       | Peter Gould                            | 2011. augusztus 28. 2015. december 1.   | 1,91 millió |
| Skyler bizonytalan abban, hogy a pénzmosási kísérlet a gyakorlatban sikerülhet-e. Walter meggyőzi Jesset, hogy végezniük kell Gusszal, módszerként pedig ricint rejt egy cigarettába, amit oda akarnak neki adni. Jesse azonban végül képtelen megtenni. Gus ultimátumot kap a drogkartelltől, amit ő visszautasít. Jesse visszatér a terápiás csoportba. Hank és Walter Jr. ellátogatnak a Los Pollos Hermanos étterembe, ahol megszerzik Gus ujjlenyomatát. |     |                                               |                   |                                        |                                         |             |
| 41. | 8.  | Kísért a múlt (Hermanos)                      | Johan Renck       | Sam Catlin és George Mastras           | 2011. szeptember 4. 2015. december 8.   | 1,98 millió |
| Gust kihallgatja a rendőrség, amelynek során szembesítik pár dologgal, de meggyőző alibivel áll elő. Hank tovább gyanakszik, ezért arra készül, hogy Walter segítségével bepoloskázza Gus autóját. Walter bepánikol, és azt kéri Jessetől, hogy minél hamarabb végezzen Gusszal. Gus meglátogatja Hector Salamancát, és ekkor egy visszaemlékezésben láthatjuk, hogyan zajlott az első üzleti ajánlata a mexikói drogkartell fejével, Don Eladióval. Az is kiderül, hogy honnan van az engesztelhetetlen gyűlölete a mexikói kartellel szemben, amit olyan jól palástol. |     |                                               |                   |                                        |                                         |             |
| 42. | 9.  | Megfigyelés (Bug)                             | Terry McDonough   | Moira Walley-Beckett és Thomas Schnauz | 2011. szeptember 11. 2015. december 15. | 1,89 millió |
| Adócsalás miatt eljárás indul Ted ellen, Skyler pedig mindent megtesz, hogy butuskának látszódva lerázza az ellenőröket. Hank meg akarja vizsgálni a mosodát, ahol a droglabor be lett rendezve, ezért Walternek fedősztorit kell kreálnia. Egy merényletet követően Gus megállapodik a kartellel a terület megosztásáról, és mivel tudja, hogy Jesse is tud metamfetamint készíteni, úgy dönt, hogy Mexikóba küldi, hogy megakadályozzanak egy kitörni készülő háborút. Walter és Jesse összevesznek, miután kiderül, hogy Walter egy GPS alapján tudta, hol jár Jesse, aki mégse ölte meg Gust. |     |                                               |                   |                                        |                                         |             |
| 43. | 10. | Régi barátok (Salud)                          | Michelle MacLaren | Peter Gould és Gennifer Hutchison      | 2011. szeptember 18. 2015. december 22. | 1,80 millió |
| Ted óriási büntetés elé néz, amit nem tud állni, ezért Skyler úgy dönt, hogy kisegíti őt. Saul segítségével kreál egy fedősztorit, hogy egy rég nem látott nagynénje hagyott rá egy csinos összeget. Ahelyett, hogy az adósság kifizetésére fordítaná a pénzt, inkább egy új autót vesz belőle, ami miatt Skyler kénytelen neki bevallani, honnan van a pénz. Mike, Gus, és Jesse Mexikóba utaznak, ahol egy sikeres drogkészítés után közlik Jessevel, hogy mostantól már a kartellhez tartozik. Barátságuk és szövetségük jeléül Gus tequiláját isszák a kartell fejével, Don Eladióval, nem sejtve, hogy Gus mérgezett italt itat velük és magával is. Walter a Jessevel való verekedése után csúnya sérüléseket szerez, és miután ezt Walter Jr. is felfedezi, komoly beszélgetés vár rá a fiával.                                                                                   |     |                                               |                   |                                        |                                         |             |
| 44. | 11. | Rejtekhely (Crawl Space)                      | Scott Winant      | George Mastras és Sam Catlin           | 2011. szeptember 25. 2016. január 5.    | 1,55 millió |
| Gus felépül, a mexikói drogkartell vezetése viszont belehal a mérgezésbe. A sikeres akció után felajánlja Jessenek, hogy vezesse ő a labort, de ennek Walter halála lenne az ára, ezért ellenzi. Tedet meglátogatják Saul emberei, hogy a kapott pénzt mégis inkább az adósságok megfizetésére költse. Látogatásuk egy sajnálatos balesettel zárul. Hank meg akarja vizsgálni a mosodát, ahol a droglabor is van, ezért Waltert kéri meg, hogy vigye el őt, de ő megrendez egy balesetet, hogy ezt elkerülje. Kétségbeesésében úgy dönt, megszökik az egész családjával, de döbbenten látja, hogy nem maradt elég pénzük, mert Skyler odaadta Tednek. Marie sírva telefonál Skylernek hogy egy információ alapján Hank élete ismét veszélyben van, ezért fokozott rendőri őrizet alatt állnak.                                                                                           |     |                                               |                   |                                        |                                         |             |
| 45. | 12. | Végítélet (End Times)                         | Adam Bernstein    | Thomas Schnauz és Moira Walley-Beckett | 2011. október 2. 2016. január 12.       | 1,73 millió |
| Hank és Marie kérésére a White család is rendőri őrizetet kap. Gyanítva, hogy a Gus utáni nyomozás áll a háttérben, Hank elküldi a társát, hogy nézzen körül a mosodában. Gus szerint mindez Walter hibája, ezért ismét holtan szeretné őt látni. Andrea felhívja Jesset, hogy a kisfia, Brock kórházba került egy rejtélyes betegséggel. Döbbenten veszi észre, hogy a ricinnel mérgezett cigarettája eltűnt, és hátha ez okozhatja a kisfiú baját. Először Waltert vádolja a dologgal, de sikeresen kimagyarázza magát, és Gusra tereli a gyanút. A páros összeáll, hogy megöljék Gust egy házilag barkácsolt bombával, amivel fel akarják robbantani az autóját, de Walter elszalasztja a lehetőséget. |     |                                               |                   |                                        |                                         |             |
| 46. | 13. | Leszámolás (Face Off)                         | Vince Gilligan    | Vince Gilligan                         | 2011. október 9. 2016. január 19.       | 1,90 millió |
| A nyomozók kihallgatják Jesset Brock mérgezése miatt. Meggyőzi a nyomozókat, hogy az esethez semmi köze, de ekkor a verőlegények visszaviszik a laborba. Walter, Jesse és Saul úgy gondolják, hogy Gus akkor lenne a legsebezhetőbb, amikor meglátogatja Hector Salamancát az öregek otthonában. Walter meglátogatja, és felajánlja a bosszú lehetőségét. A tolószékéhez erősíti a bombát, amelyet az öreg a látogatáskor felrobbant, megölve saját magát, és a fél arcát lerobbantva magát Gust is. Ezután Walter kiszabadítja Jesset, majd felgyújtják a droglabort. Az epizód végén kiderül, hogy tényleg Walter mérgezte meg Brockot, hogy Jesse újra lojális legyen hozzá - de nem ricinnel, hanem gyöngyvirággal. |     |                                               |                   |                                        |                                         |             |

## Ötödik évad (2012–13)
| Sor. | Év. | Cím                                     | Rendező           | Író                  | Premier                               | Nézettség    |
| --- | --- | --------------------------------------- | ----------------- | -------------------- | ------------------------------------- | ------------ |
| 47. | 1.  | Szabadság vagy halál (Live Free or Die) | Michael Slovis    | Vince Gilligan       | 2012. július 15. 2016. április 7.     | 2,93 millió  |
| Körülbelül egy évvel járunk előrébb az időben, amikor is a nyúzott és aggodalmas Walter White az 52. születésnapját egy útszéli kávézóban tölti, egyedül, szökésben. Az előretekintést követően folytatódik az előző évadban félbemaradt történet: a sikeres merényletet követően Walter és Jesse igyekeznek minden nyomot eltüntetni. Most, hogy Gus eltűnt a képből, Walter sokkal agresszívabb és kegyetlenebb lett. Meggyőzi Mike-ot, hogy jobban jár, ha segít a bizonyítékok eltüntetésében. Bevetnek egy hatalmas elektromágnest is, hogy a számítógépekről is eltűnjön minden információ. A mágnessel a rendőrség épületéhez vonulnak, s sikerül tönkretenniük mindent, ami rájuk nézve terhelő lehet. Az egyik rendőr azonban a kárfelmérés közben véletlenül talál egy új bizonyítékot: egy kajmán-szigeteki bankszámla adatait. Ted a balesete után kórházba kerül, és megígéri Skylernek, hogy senkinek nem beszél a pénz eredetéről. Saul úgy gondolja, hogy az ő munkája véget ért, de Walter nem engedi, hogy kiszálljon. |     |                                         |                   |                      |                                       |              |
| 48. | 2.  | Madrigal (Madrigal)                     | Michelle MacLaren | Vince Gilligan       | 2012. július 22. 2016. április 14.    | 2,29 millió  |
| Németországban a Madrigal cég egyik vezetője öngyilkos lesz, még mielőtt kikérdezhetnék a Gusszal való kapcsolatáról. A drogelhárítók így találnak néhány új nyomot, amin keresztül megkezdik a felderítést. Walter és Jesse úgy döntenek, hogy folytatják az üzletet, és beveszik maguk mellé Mike-ot is. A Madrigal cég egyik helyi vezetője, Lydia lesz a metil-amin beszállítójuk, egy feltétellel: Mike-nak titokban meg kell ölnie Gus tizenegy volt bizalmasát, hogy végképp elvarrják a szálakat. |     |                                         |                   |                      |                                       |              |
| 49. | 3.  | Hallgatási pénz (Hazard Pay)            | Adam Bernstein    | Peter Gould          | 2012. július 29. 2016. április 21.    | 2,20 millió  |
| Walter ismét visszaköltözik a házba, Skyler ellenkezése ellenére. Walter, Mike és Jesse Saul segítségét kérik, hogy új helyet találhassanak a kábítószer előállításához. Módszerük a következő lesz: rovarirtóknak álcázzák magukat, és mindig az éppen irtás alatt lévő házban készítik az anyagot. Az első adag terítése után Walter dühös lesz, amikor meglátja, hogy mennyi pénzt kell fizetnie Mike embereinek a nyereségből, hogy tartsák a szájukat. |     |                                         |                   |                      |                                       |              |
| 50. | 4.  | Ötvenegy (Fifty-One)                    | Rian Johnson      | Sam Catlin           | 2012. augusztus 5. 2016. április 28.  | 2,29 millió  |
| Mike megmenti Lydiát a drogelhárítók kutakodásaitól, maga helyett pedig Jesset küldi el az újabb adag metil-aminért. Ketten együtt veszik észre, hogy a hordóra egy jeladó van erősítve, amit Mike szerint igazából a nő tett rá. Walter az 51. születésnapját ünnepelve bevallja Skylernek, hogy visszatért a drogkészítéshez, ami Skyler szerint a gyermekeik biztonságát is veszélyeztetheti. |     |                                         |                   |                      |                                       |              |
| 51. | 5.  | A rakomány (Dead Freight)               | George Mastras    | George Mastras       | 2012. augusztus 12. 2016. május 5.    | 2,48 millió  |
| Hanket előléptetik, Walter meglátogatja az irodájában, amit azon nyomban be is poloskáz. Lydia igyekszik hűségét bizonyítani, és elárulja, hogy a metil-amin szállítmányukat tehervonattal hozzák, amit egy alkalmas helyen észrevétlenül ki lehet rabolni. Az akció tökéletesen sikerül, de egy kisfiú véletlenül meglátja őket. Todd, a rovarirtó fedővállalkozás egyik embere hidegvérrel megöli a srácot. |     |                                         |                   |                      |                                       |              |
| 52. | 6.  | Nincs kiszállás (Buyout)                | Colin Bucksey     | Gennifer Hutchison   | 2012. augusztus 19. 2016. május 12.   | 2,81 millió  |
| A vonatrablás után fényesen mehetne tovább az üzlet, de Mike-ot frusztrálja, hogy állandó rendőri megfigyelés alatt tartják. Szeretné magát kivásárolni az üzletből, és eladni a részét egy phoenix-i maffiózónak, Declannek. Ő viszont úgy tervezi, hogy mindegyik vetélytársát kivásárolva egyeduralkodó lesz az új-mexikói piacon. Walter megtagadja az eladást, azt állítván, hogy ebben sokkal több pénz van, mint élete legelső közös vállalkozásában, amit még Schwartzékkal csinált. Walter, Skyler és Jesse együtt vacsoráznak, ahol Skyler elmondja, hogy tudja, hogy Walter mesélt Marie-nek a Teddel való viszonyáról. Walter elmondja Jessenek, hogy szerinte a családja elhidegült tőle, és Skyler is arra vár, mikor tér vissza a rákja, így már csak a droglabor maradt neki. |     |                                         |                   |                      |                                       |              |
| 53. | 7.  | Mondd a nevem (Say My Name)             | Thomas Schnauz    | Thomas Schnauz       | 2012. augusztus 26. 2016. május 19.   | 2,98 millió  |
| Walter, Mike és Jesse találkoznak Declannel. Az eredeti tervekkel ellentétben Jesse is úgy dönt, hogy kiszáll. Hank közben nyomra lel, és felderíti Mike ügyvédjén keresztül a piszkos pénzeket, amit a férfi kap. Walter megtudja ezt és figyelmeztetni akarja a férfit - valójában azonban arra a névsorra is kíváncsi, akiket el kell tennie láb alól Lydia kérésére. Mivel erre nem hajlandó, Walter hidegvérrel végez vele, de rögtön meg is bánja, mert Lydia megmondta volna neki a neveket. |     |                                         |                   |                      |                                       |              |
| 54. | 8.  | Rengeteg pénz (Gliding Over All)        | Michelle MacLaren | Moira Walley-Beckett | 2012. szeptember 2. 2016. május 26.   | 2,78 millió  |
| A mini-szezonzáróban Walter találkozik Lydiával, hogy megtudja, kik voltak Mike társai. A nő felajánlja a terjeszkedés lehetőségét Csehországban, egyben megadja a neveket. A listát Walter elviszi Todd nagybátyjához, akinek kapcsolatai vannak az Árja Testvériséggel. A kilenc embert és az ügyvédet megölik a nehézfiúk, mielőtt Hank informálódhatna felőlük. Walter drogbiznisze így már zavartalan lenne, de ő kifizeti Jesse-t és úgy dönt, felhagy a terjesztéssel. Egy nagy családi összejövetelt rendeznek, ahol Hank egy dedikált könyv alapján felfedezi az igazságot: azt, hogy igazából mindvégig Walter volt Heisenberg... |     |                                         |                   |                      |                                       |              |
| 55. | 9.  | Véres pénz (Blood Money)                | Bryan Cranston    | Peter Gould          | 2013. augusztus 11. 2016. június 2.   | 5,92 millió  |
| Hank az új nyomon elindulva kikéri a Fring-aktát és összehasonlítja Gale kézírását a Walter könyvében találttal. Jesse elszórja az összes pénzét. Walter rákja visszatér, a kezelése után pedig döbbenten veszi észre, hogy eltűnt a könyve, az autójára pedig jeladót szereltek. Végül Hank szembesíti vele, hogy rájött, hogy ő Heisenberg. |     |                                         |                   |                      |                                       |              |
| 56. | 10. | Eltemetve (Buried)                      | Michelle MacLaren | Thomas Schnauz       | 2013. augusztus 18. 2016. június 9.   | 4,77 millió  |
| Hank Skylert éri el előbb, és beismerő vallomásra akarja rávenni, de a nő ellenáll. Walter elássa az összes pénzét a sivatagban. Lydia megpróbálja rávenni Declant, hogy Todd legyen az egyetlen metamfetamin-szakácsa. Amikor megtagadja, Jack bandája megöli őt és elveszi a felszerelését. Miután mástól nem tudott információt szerezni, Hank úgy dönt, hogy Jesset fogja kihallgatni. |     |                                         |                   |                      |                                       |              |
| 57. | 11. | Vallomások (Confessions)                | Michael Slovis    | Gennifer Hutchison   | 2013. augusztus 25. 2016. június 16.  | 4,85 millió  |
| Jesse nem hajlandó vádalkut kötni. Walter, Skyler, Hank és Marie egy közös találkozón próbálják megbeszélni a dolgokat, ahol Walter egy hamis DVD-t ad át, melyen azt hazudja, hogy Hank volt a bűnbanda feje. Felajánl egy rakás pénzt Jessenek, hogy új identitást felvéve hagyja el a várost, és kezdjen nyugodtan új életet. Jesse majdnem meg is teszi ezt, ám rájön, hogy a ricines cigarettát Walter utasítására vette el tőle Saul, hogy szándékosan félrevezesse. Dühében betör a White-házba és mindent lelocsol benzinnel. |     |                                         |                   |                      |                                       |              |
| 58. | 12. | Veszett kutya (Rabid Dog)               | Sam Catlin        | Sam Catlin           | 2013. szeptember 1. 2016. június 23.  | 4,41 millió  |
| Walter észreveszi Saul hiányát és az összelocsolt házát, ezért megpróbálja a föld alól is előkeríteni Jesset, hogy beszéljen vele. Skyler azt akarja, hogy ölje meg őt, de késő: Hank előbb találja meg, és most már hajlandó együttműködni a rendőrséggel. Bepoloskázva kellene találkoznia Walterrel, de mégsem teszi meg, hanem helyette telefonon keresztül fenyegeti meg. Walter ezért ismét megkeresi Toddot: új megbízást adna a neonáci nagybátyjának... |     |                                         |                   |                      |                                       |              |
| 59. | 13. | A nagy átverés (To'hajiile)             | Michelle MacLaren | George Mastras       | 2013. szeptember 8. 2016. június 30.  | 5,11 millió  |
| Jack bácsi beleegyezik, hogy megölik Jesset, ha cserébe Walter megtanítja Toddot metamfetamint főzni úgy, ahogy ő tudja. Miközben Hank az eltűnt pénz után nyomoz, elfogja Walter telefonhívását, amellyel Jesset akarja lépre csalni. Megrendez egy fényképet, amelyen úgy tűnik, hogy Jesse megtalálta a pénzt és meg akarja semmisíteni. Walter a helyszínre indul, és miközben rimánkodik Jessenek, hogy ne csináljon őrültséget, bevall egy sor bűntényt. Szorult helyzetében segítségül hívja a neonácikat is, de megbánja, amikor észreveszi, hogy Hank, Steve és Jesse is a helyszínen vannak. A feszült helyzetben rövidesen kitör a tűzpárbaj, ami során Steve életét veszti… |     |                                         |                   |                      |                                       |              |
| 60. | 14. | A bukás szele (Ozymandias)              | Rian Johnson      | Moira Walley-Beckett | 2013. szeptember 15. 2016. július 7.  | 6,37 millió  |
| Walter 80 millió dollárt ajánl fel Jacknek, csak hagyja életben a súlyosan sérült Hanket, de a bandavezér hidegvérrel végez vele. Magukkal viszik a pénzt és Jesset is, akit megkínoznak és arra kényszerítik, hogy gyártson nekik drogot. Skyler úgy dönt, hogy itt az ideje elmondani az igazságot Walter Jr.-nak. Walter őrültként száguld haza és pakolni kezd a bőröndökbe, hogy eltűnjön a családjával, de a többiek ellenállnak. Skyler kést fog a férjére, mire dulakodni kezdenek, végül Walter Jr. hívja ki a rendőrséget a saját apjára. Walter úgy intézi, hogy a rendőrség megtudja, hogy mindenért, amit tett, csak ő volt egyedül a felelős, majd eltűnik, hogy új személyazonossággal szökésben lehessen. |     |                                         |                   |                      |                                       |              |
| 61. | 15. | Gránit-állam (Granite State)            | Peter Gould       | Peter Gould          | 2013. szeptember 22. 2016. július 14. | 6,58 millió  |
| Walter New Hampshire-ben él, inkognitóban, Skylert pedig megfenyegeti Todd, hogy nehogy egy szót is merjen szólni Lydiáról a rendőrségnek. Jesse szökni próbál, de elfogják, és ezért brutális büntetést eszelnek ki: végig kell néznie, ahogy Todd megöli Andreát. Walter megpróbálja felhívni telefonon a fiát, de ő gyűlölettel telve közli, hogy inkább haljon meg. Ezután úgy érzi, itt az ideje feladnia magát, ezért magára hívja a rendőrséget, de továbbáll, amikor meglátja, hogy egy interjúban a Schwartz-házaspár letagadta, hogy neki bármi köze lenne ahhoz sikeres céghez, amiben egykor ő is benne volt. |     |                                         |                   |                      |                                       |              |
| 62. | 16. | Leszámolás (Felina)                     | Vince Gilligan    | Vince Gilligan       | 2013. szeptember 29. 2016. július 21. | 10,28 millió |
| Walter megjelenik Schwartzéknál, és erőszakkal arra kényszeríti őket, hogy adják át a pénzét Walter Jr.-nak, amint eléri a nagykorúságot – ha nem tennék, fizetett bérgyilkosok végeznek velük. Majd rátör Lydiára és Toddra, és a közjáték közben ricint rejt a nő sztéviájába. Ezután Skylerhez megy, és elárulja neki, hogy hol ásták el Hanket és Stevet, ezt követően pedig az Árja Testvériség főhadiszállásán egy gépágyúval nagy mészárlást végez. Kiszabadítja Jesset, aki puszta kézzel fojtja meg Toddot, majd Walter saját kezűleg végez az életéért könyörgő Jackkel. Ezután Walter megkéri Jesset, hogy végezzen vele is, de ő ezt megtagadja – miután látta, hogy Walter halálos sebet kapott. Utolsó erejével Walter közli telefonon Lydiával, hogy megmérgezte és meg fog halni. Jesse örömmel és keserűséggel vegyesen szökik meg börtönéből, miközben Walter a droglaborban meghal. |     |                                         |                   |                      |                                       |              |

## Fordítás
- Ez a szócikk részben vagy egészben a  List of Breaking Bad episodes című angol Wikipédia-szócikk ezen változatának fordításán alapul.  Az eredeti cikk szerkesztőit annak laptörténete sorolja fel. Ez a jelzés csupán a megfogalmazás eredetét és a szerzői jogokat jelzi, nem szolgál a cikkben szereplő információk forrásmegjelöléseként.